# 울산광역시차량등록사업소
울산광역시차량등록사업소(蔚山廣域市車輛登錄事務所)는 각종 대단위 건설사업 등을 효율적으로 추진하기 위하여 설치된 울산광역시 소속기관이다.

## 같이 보기
- 울산광역시